# Avia BH-11

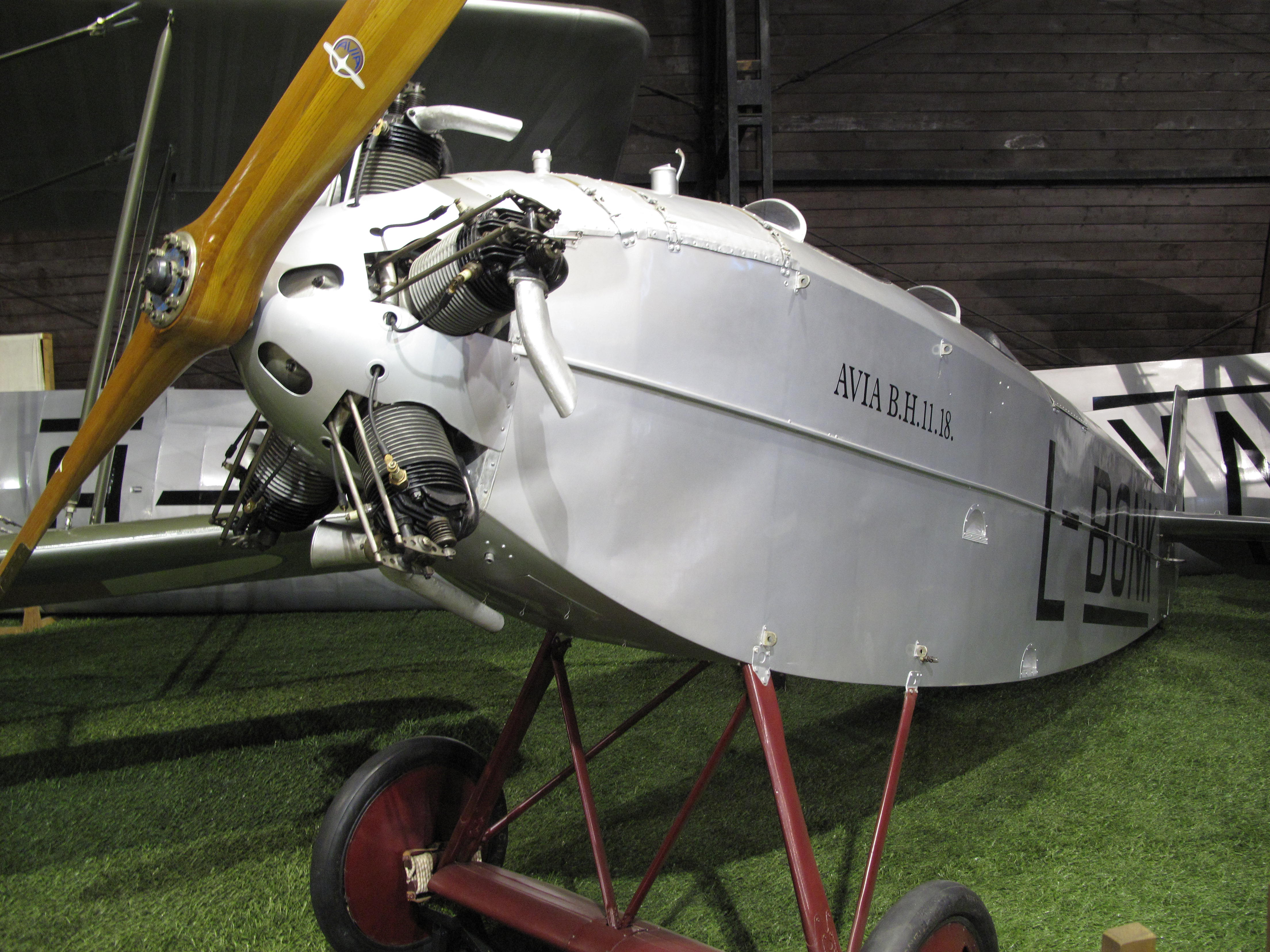
Avia BH-11

De Avia BH-11 is een Tsjechoslowaaks dubbelzits sportvliegtuig gebouwd door Avia. Het ontwerp komt van Pavel Beneš en Miroslav Hajn. De eerste vlucht vond plaats in het jaar 1923. Van alle versies van de BH-11 zijn er ongeveer in totaal twintig stuks gebouwd.
De belangrijkste veranderingen van de BH-11 ten opzichte van de BH-9 zijn het nieuwe ontwerp van de voorkant van de romp.
De Tsjechoslowaakse luchtmacht maakte gebruik van vijftien BH-11’s. Ze werden gebruikt als les- en verbindingsvliegtuig. Bij de Tsjechoslowaakse luchtmacht stonden ze geregistreerd als B.11.

## Versies

### BH-11b Antelope
Zes jaar nadat de eerste BH-11 voor het eerst gevlogen had, werd er een nieuwe versie gemaakt voor de civiele markt onder de naam BH-11b antelope. Bij deze versie werd de originele motor vervangen door de zwaardere Walter Vega, met 63 kW. De BH-11b is in een kleine oplage gebouwd.

### BH-11c
Een andere versie gebaseerd op de BH-11 was de BH-11c. Deze versie behield dezelfde motor, maar had een grotere spanwijdte. Deze nam met 1,4 m toe tot 11,12 m.

## Specificaties (BH-11)
- Bemanning: 1
- Capaciteit: 1 passagier
- Lengte: 6,64 m
- Spanwijdte: 9,72 m
- Vleugeloppervlak: 13,6 m2
- Leeggewicht: 351 kg
- Volgewicht: 579 kg

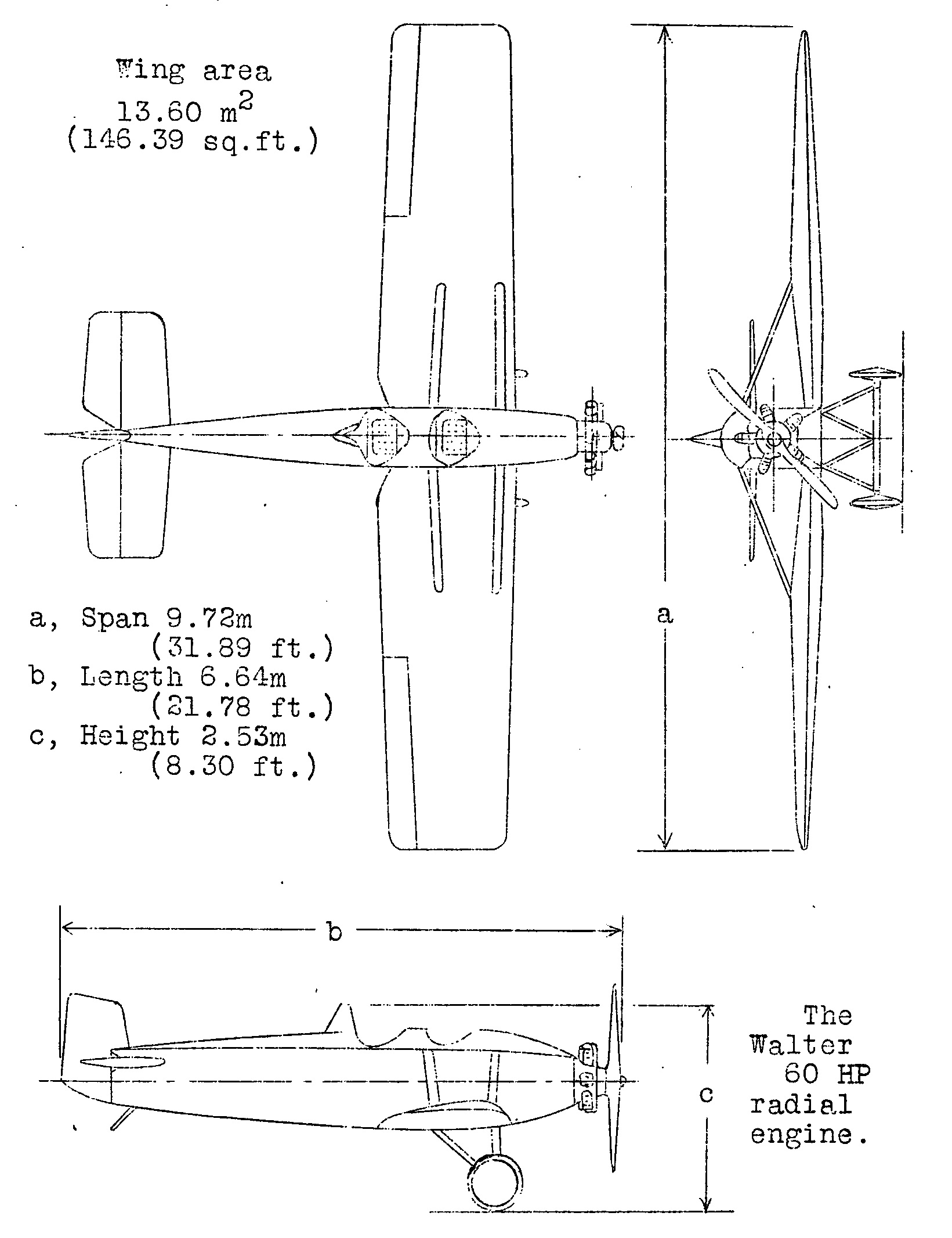
Avia BH-11

- Motor: 1× Walter NZ-60, 45 kW (60 pk)
- Maximumsnelheid: 155 km/h
- Vliegbereik: 600 km
- Plafond: 4 500 m
- Klimsnelheid: 2,7 m/s

## Gebruikers
- Tsjechoslowakije